# Prêmio Guarani de Cinema Brasileiro 2012
O Prêmio Guarani de Cinema Brasileiro de 2012 é a décima sétima edição do Prêmio Guarani, organizada pela Academia Guarani de Cinema. Os indicados passaram por uma criteriosa avaliação de críticos de cinema de todas as regiões do Brasil, que elegeram cinco finalistas que se destacaram no cinema durante o ano de 2011 nas 19 categorias da premiação.

## Vencedores e indicados
Os vencedores estão em negrito, de acordo com o site Papo de Cinema:
| Melhor Filme | Melhor Direção |
| --- | --- |
| - O Palhaço – Vânia Catani - Bróder – Paulo Boccato - Bruna Surfistinha – Marcus Baldini, Roberto Berliner e Rodrigo Letier - Lixo Extraordinário – Angus Aynsley e Hank Levine - Transeunte – Walter Salles e Maurício Andrade Ramos                                                            | - Selton Mello – O Palhaço - Eduardo Coutinho – As Canções - Eryk Rocha – Transeunte - Jeferson De – Bróder - Sérgio Borges – O Céu Sobre os Ombros |
| Melhor Atriz | Melhor Ator |
| - Karine Teles – Riscado como Bianca Ventura - Deborah Secco – Bruna Surfistinha como Raquel Pacheco "Bruna Surfistinha" - Leandra Leal – Estamos Juntos como Carmem - Malu Galli – 180 Graus como Anna - Simone Spoladore – Elvis e Madona como Elvis                                           | - Caio Blat – Bróder como Macú - Fernando Bezerra – Transeunte como Expedito - Rodrigo Santoro – Meu País como Marcos - Selton Mello – O Palhaço como Benjamin / Palhaço Pangaré - Wagner Moura – VIPs como Marcelo Nascimento da Rocha                            |
| Melhor Atriz Coadjuvante | Melhor Ator Coadjuvante |
| - Cássia Kis Magro – Bróder como Dona Sônia - Débora Falabella – Meu País como Manuela - Drica Moraes – Bruna Surfistinha como Larissa - Fabiula Nascimento – Bruna Surfistinha como Janine - Marjorie Estiano – Malu de Bicicleta como Sueli                                                    | - Marat Descartes – Trabalhar Cansa como Otávio - Caco Ciocler – Família Vende Tudo como Ivan Cláudio - Cauã Reymond – Estamos Juntos como Murilo - Jonathan Haagensen – Bróder como Jaime "Jaiminho" - Paulo José – O Palhaço como Valdemar / Palhaço Puro Sangue |
| Melhor Roteiro Original | Melhor Roteiro Adaptado |
| - O Palhaço – Selton Mello e Marcelo Vindicatto - Bróder – Newton Cannito - Elvis e Madona – Marcelo Laffitte - Estamos Juntos – Hilton Lacerda - Transeunte – Manuela Dias e Eryk Rocha | - Malu de Bicicleta – Marcelo Rubens Paiva - Bruna Surfistinha – José de Carvalho, Homero Olivetto e Antônia Pellegrino - Capitães de Areia – Cecília Amado e Hilton Lacerda - Natimorto – André Pinto - VIPs – Bráulio Mantovani e Thiago Doltori                 |
| Melhor Fotografia | Melhor Direção de Arte |
| - O Palhaço – Adrian Teijido - Bróder – Gustavo Habda - Meu País – Hélcio Alemão Nagamine - Transeunte – Miguel Vassy - VIPs – Mauro Pinheiro Jr. | - O Palhaço – Claudio Amaral Peixoto - Bróder – Alessandra Maestro - Bruna Surfistinha – Luiz Roque - Malu de Bicicleta – Zé Luca - VIPs – Frederico Pinto |
| Melhor Figurino | Melhor Maquiagem |
| - O Palhaço – Kika Lopes - Bróder – David Parizotti - O Homem do Futuro – Marcelo Pires - Riscado – Fabíola Trinca - VIPs – Veronica Julian | - O Palhaço – Marlene Moura e Rubens Liborio - Bruna Surfistinha – Gabi Moraes - Elvis e Madona – Marina Beltrão - Estamos Juntos – Donna Meireles - O Homem do Futuro – Martin Macias Trujillo                                                                    |
| Melhor Edição | Melhor Efeito Visual |
| - Bróder – Quito Ribeiro - Os 3 – Daniel Rezende - O Palhaço – Marília Moraes e Selton Mello - Trabalhar Cansa – Caetano Gotardo - VIPs – Gustavo Giani | - O Homem do Futuro – Rogério Marinho - Assalto ao Banco Central – Sergio Farjalla Jr - Bróder – Nills Bonetti, Rafael Brandão, Rogério Marinho e Raquel Sancinetti - Corpos Celestes – Marcelo Siqueira - VIPs – Fabio Rossi Sciedlarczyk                         |
| Melhor Som | Melhor Trilha Sonora |
| - O Homem do Futuro – William Lopes - Bróder – João Godoy - Capitães de Areia – Simone Petrillo - O Palhaço – Gaspar Scheuer - Estamos Juntos – George Saldanha | - O Palhaço – Plínio Profeta - Bróder – João Marcello Bôscoli - Elvis e Madona – Victor Biglione - A Última Estrada da Praia – Arthur de Faria - VIPs – Antonio Pinto                                                                                              |
| Melhor Documentário | Revelação do Ano |
| - Diário de uma Busca – Estelle Fialon e Maurício Andrade Ramos - As Canções – João Moreira Salles e Maurício Andrade Ramos - Lixo Extraordinário – Angus Aynsley e Hank Levine - Quebrando o Tabu – Luciano Huck, Fernando Menocci e Silvana Tinell - Walachai – Aletéia Selonk e Rejane Zilles | - Igor Cotrim – Elvis e Madona como Madona - André Ristum – diretor, por Meu País - Fabiano de Souza – diretor, por A Última Estrada da Praia - Felipe Abib – 180 Graus como Bernardo - Fernanda de Freitas – Malu de Bicicleta como Malu                          |
| Melhor Filme Estrangeiro | Melhor Elenco |
| - A Árvore da Vida (Estados Unidos) - Cópia Fiel (França) - Um Conto Chinês (Argentina) - O Garoto de Bicicleta (Bélgica) - A Pele que Habito (Espanha) | - O Palhaço – Ciça Castello - Os 3 – Sung Sfai - Amor? – Ciça Castello - Bróder – Sérgio Penna - Capitães de Areia – Christian Durvoort |